# VR Bank Monheim
Die VR Bank eG, Monheim am Rhein ist eine Genossenschaftsbank mit Sitz in Monheim am Rhein. Zum Geschäftsgebiet gehören Burscheid, Dormagen, Erkrath, Langenfeld, Leichlingen, Leverkusen, Monheim, Neuss und Rommerskirchen.

## Geschichte
Die Bank entstand 2016 aus der Fusion der Raiffeisenbank Rhein-Berg eG, Monheim und der VR Bank eG. Dabei wurden die Vermögenswerte der Raiffeisenbank auf die VR Bank in Dormagen übertragen. Der juristische Sitz dagegen ist in Monheim. Neben dem Hauptsitz in Monheim unterhält die Bank auch weiterhin eine Hauptstelle in Dormagen.